# Carbonífera Schwager S.A
La Compañía Carbonífera Schwager S.A. es una empresa chilena con historia en la industria del carbón. Su origen se remonta al año 1847, cuando don Jorge Rojas Miranda descubrió un yacimiento de carbón en la ciudad de Coronel, Chile. Este descubrimiento marcó el comienzo de lo que eventualmente se convertiría en la Mina Schwager.

## Historia
En 1853, don Jorge Rojas Miranda inició las operaciones de extracción en los afloramientos encontrados cerca de Coronel, específicamente en el sector Los Manzanos. Paralelamente, en 1856, don Federico Schwager Maggines comenzó sus propios trabajos de explotación de carbón en los terrenos de su padre, Friedrich Schwager, en el sector La Huerta, actualmente conocido como Barrio Maule, al norte de Puchoco. En 1859, junto con los hermanos Délano, fundó la "Compañía de Carbón Puchoco".
Con el tiempo, la empresa experimentó cambios significativos. En 1875, don Federico Schwager vendió su parte a los hermanos Délano y en 1891 adquirió todas las propiedades en Coronel, organizando la "Compañía Carbonífera y de Fundición Schwager". Bajo esta denominación, la mina Schwager continuó operando hasta fusionarse con la mina de Lota en 1964, dando origen a la "Compañía Carbonífera Lota-Schwager S.A.".
En 1954, un momento crucial en la historia de la Compañía Carbonífera Schwager S.A. ocurrió cuando Douglas Castillo se unió a la compañía minera. Castillo desempeñó un papel fundamental durante la reorganización y modernización de la empresa, liderada por William Ward. Juntos, trabajaron activamente en la introducción de nuevas tecnologías en las galerías submarinas de la mina. Uno de los hitos más significativos ocurrió en 1961, la conexión de galerías históricas, marcando un momento destacado en la industria del carbón durante la década de los sesenta. Esta conexión, establecida desde el Pique Tesoro de Puchoco hasta las galerías de la nueva mina Pique Arenas Blancas, permitió acceder a zonas previamente inexploradas o inaccesibles, abriendo nuevas oportunidades para la extracción de carbón y ampliando la producción de la mina. Para la Compañía Carbonífera Schwager S.A., esta conexión representó un hito histórico significativo en su trayectoria.
Durante los años siguientes, la empresa experimentó cambios en su estructura y propiedad. En 1971, la Compañía Carbonífera Lota-Schwager S.A. cambió su razón social por la de "Empresa Nacional del Carbón S.A.", integrando también otras compañías carboneras de la región. En 1975, mediante un decreto del Ministerio de Economía, Fomento y Reconstrucción, se integraron legalmente las Compañías Carboníferas de Arauco a Enacar S.A., empresa matriz.
En 1979, se constituyó una filial de la Empresa Nacional del Carbón S.A. bajo el nombre de Carbonífera Schwager Ltda. y en 1980, esta filial comenzó a operar de manera independiente, arrendando el Establecimiento Minero Schwager a Enacar S.A.
En los años siguientes, la empresa continuó evolucionando. En 1984, la Empresa Nacional del Carbón S.A. aportó a la Carbonífera Schwager Ltda. diversas pertenencias y concesiones mineras, maquinarias y equipos. En 1986, la empresa se transformó en una sociedad anónima abierta, permitiendo la inscripción y transacción de sus acciones en la Bolsa de Valores.
En 1987, se realizaron diversas modificaciones estatutarias para adecuarse a la normativa vigente, incluyendo la posibilidad de adquirir acciones con recursos de fondos de pensiones. Ese mismo año, se celebró un convenio de desconcentración accionaria con la matriz, la Empresa Nacional del Carbón S.A.
En 1988, Carbonífera Schwager S.A. dejó de ser filial de la Corporación de Fomento de la Producción (CORFO), convirtiéndose en una empresa mayoritariamente del sector privado.
En julio de 2009, Schwager Energy S.A. anunció la adquisición de un importante paquete accionario de la empresa Ingeniería en Energía y Medio Ambiente (AEM) y sus filiales, marcando un movimiento estratégico hacia la expansión y diversificación de sus operaciones.
En octubre de 2010, nació Lácteos & Energía, una filial en la que Schwager tiene una participación del 50%, enfocada en desarrollar actividades relacionadas con los residuos del suero de la lactosa, en asociación con Molinos BioBio.
En marzo de 2011, se constituyó la Sociedad Schwager Service S.A., con el propósito de brindar servicios a la industria minera. Durante este año, se iniciaron importantes contratos de mantenimiento en la División El Teniente de Codelco. Además, en diciembre, la compañía incursionó en el segmento de energías hidroeléctricas con la adquisición de proyectos de centrales hidroeléctricas de pasada, bajo el nombre de Schwager Hidro.
En enero de 2013, Schwager comenzó un contrato de Servicio de Mantenimiento de Planta Concentradora en la División Chuquicamata de Codelco. En marzo, la empresa desarrolló un plan maestro para dar paso a la creación de la filial Centro de Bodegaje y Logística Integral S.A. (BLISA), destinada al rubro portuario. Durante este año, se ampliaron contratos existentes y se iniciaron nuevos servicios de mantenimiento en diversas divisiones mineras.
En noviembre de 2014, la compañía inició un contrato de Servicio de Mantenimiento Piping y Apoyo Mantención Mecánica para la Gerencia de Mantención Cátodos en Minera Escondida. También en este año, la filial Central Solar SPA1 vendió el 85% de su proyecto Chaka a la empresa Chipriota Origis Energy, marcando un paso significativo en el desarrollo de energías renovables.
El año 2015 fue otro período destacado para la empresa. Comenzaron contratos importantes, como el Servicio Integral de Mantenimiento Eléctrico e Instrumentación en Plantas para Lomas Bayas en enero, seguido por contratos con las divisiones Radomiro Tomic y El Teniente de CODELCO para servicios de mantenimiento mecánico, eléctrico e hidráulico en diversas áreas de producción. Durante este año, Schwager Service consolidó su posición como especialista en mantenimiento, asegurando contratos por más de USD 35 millones.
El año 2016 marcó un hito significativo para la Compañía Carbonífera Schwager S.A. con la firma de un acuerdo estratégico con la empresa china Shenyang Yuanda. Este acuerdo se centró en el financiamiento y la construcción de proyectos de centrales hidroeléctricas de pasada, destacando entre ellos los proyectos Los Pinos y Cóndor.
Además, durante este año, la empresa comenzó a operar contratos importantes, como el Servicio de Mantenimiento de Buzones en la División El Teniente de Codelco (DET), renovando así su compromiso con este importante cliente. También se iniciaron operaciones de mantenimiento en la División Gabriela Mistral de Codelco (DGM), así como la adjudicación de un nuevo contrato para el mantenimiento de las Plantas de Chancado Primarios de Óxido y Sulfuro en la División Radomiro Tomic de Codelco (DRT).